# 中村淳
中村 淳（なかむら じゅん）は、日本のフルート奏者。東京芸術大学大学院、グラーツ国立音楽大学PPCM大学院在学中

## 人物・来歴
埼玉県生まれ。 4歳よりピアノ、13歳よりフルートを始める。
日本フルート協会、ふじみ野市音楽家協会 会員。
これまでにフルートを周藤典子、大平記子、富久田治彦、斎藤和志、柳原佑介、神田寛明、高木綾子に師事。また即興を平野公崇に、ジャズをMALTAに学ぶ。私立東海中学、名古屋市立菊里高等学校音楽科を経て東京藝術大学大学院音楽学部 在学中。

## 受賞歴
- 2015年 - 第2回刈谷国際音楽コンクールフルート部門一般Aの部 優秀賞(最上位)[2]
- 2017年 - 第71回全日本学生音楽コンクール全国大会 入選[1]
- 2017年 - 第22回びわ湖国際フルートコンクールジュニア部門 入選[3]
- 2018年 - 第2回市川市文化振興財団・即興オーディション 優秀賞[4]
- 2020年 - 第19回大阪国際音楽コンクール管楽器部門Age-U 第3位(フルート最高位)[5]
- 2020年 - 第14回現代音楽演奏コンクール ファイナル出場[6]
- 2021年 - 若い芽を育てる会 牛尾シズエ特別賞受賞[7]

## 出演
- 2021年1月17日 - 歌を捨てよ 分断を歌おう(北千住BUoY)[8]
- 2021年3月28日 - 即興演奏会 in ICHIKAWA(行徳文化ホールＩ＆Ｉ)[9]
- 2021年7月31日  - 百人一首のための注釈 (音楽の友ホール)[10]
- 2021年8月8日 - 及川音楽事務所 フレッシュガラコンサート 第203回 ＆ 塩谷靖子(ソプラノ) ミニリサイタル (としま区民センター)[11]
- 2021年8月31日 - 東京現音計画#16～ベストセレクション3:インプロヴィゼイショナル・パースペクティヴ (トーキョーコンサーツ・ラボ)[12]
- 2021年10月3日、11月1日 - 名古屋市民芸術祭2021 (電気文化会館)[13]
- 2021年11月6日、8日 - Trio Iris Concert　瞬　音楽×創造 (産業文化センター, HITOMIホール)[14]
- 2021年11月28日 - アートフェスタふじみ野2021(ライブ配信) [15]
- 2021年12月19日 - 夢と魔法の音楽会PART2 (ふじみ野市ステライーストホール)[16]